# 哥打巴鲁—瓜拉吉赖大道
哥打巴鲁—瓜拉吉赖大道又称人民高速公路或联邦34号公路，是马来西亚吉兰丹州处于建设中的一条州属所拥有的高速公路。该高速公路原本计划成为一条由国有的高速公路，但由于联邦政府自1990年以来多次撤回对该项目的支持，因此该高速公路最终将由吉兰丹州政府主导修建。一旦该高速公路建成，它将成为马来西亚第一条由州政府拥有的高速公路。 尽管如此，该项目于2015年融入于中央主干道（Central Spine Road）的项目，并使用连续相同的出口编号。

## 概述
哥打巴鲁-瓜拉吉赖高速公路全长73公里，连接吉兰丹州首府哥打巴鲁至瓜拉吉赖。该高速公路将建设为一条双车道、完全控制出入口的高速公路。该高速公路共设立9处交流道，沿线将修建2处休息区。 
该高速公路由吉兰丹州出资修建，且不收取通行费。除了国家基金外，民众还可以通过瓦合甫 (Wakif)为高速公路的建设捐款。 
此项目分为三期建设。一期阶段为武吉兆至瓜拉吉赖的路段，该段路线沿用国有土地，因此无需支付土地征收费用。三期阶段为Pasir Hor至哥打巴鲁的路段。该路段会以高架高速公路的形式建在现有的联邦8号公路之上，将使该路段成为此高速公路中造价最高的路段。 

## 历史
早在20世纪80年代末，哥打巴鲁–瓜拉吉赖高速公路的建设的就已经于第五马来西亚计划期间开始规划。 当时认为修建该高速公路能替代联邦8号公路沿哥打巴鲁至瓜拉吉赖交通较为拥堵的路段，尤其是在节假日期间，该道路的交通拥堵情况比平日更加糟糕。然而在1990年的大选中，吉兰丹国阵领导的州政府败给了马来西亚伊斯兰党-四十六精神联盟，该项目因此被遭到放弃。
该高速公路在第五任首相阿都拉·巴达维在任期间，该项目作为第九马来西亚计划下的项目之一得以重新启动。 可是在拿督斯里纳吉·阿都拉萨成为第六任首相后，该项目最终二度遭到放弃。 因此，由伊斯兰党领导的吉兰丹州政府决定自行修建。 2012年5月28日，时任吉兰丹州州务大臣聂阿兹主持了高速公路工程建设的开工仪式。 
因兴建该大道，由伊斯兰党主导的吉兰丹州政府，遭到国阵领导的联邦政府的严厉批评，指该大道计划不过只是吉兰丹州政府的一个政治噱头。 此外，国阵所领导的联邦政府也批评了以瓦合甫的方式为高速公路建设提供资金的做法。另一方面，州政府批评联邦政府在高速公路的建设上不给予合作与支持，从而对联邦政府的诚信提出质疑。 
2012年1 月20日，在由国阵资助的 ”兑现承诺“（Jelajah Janji Ditepati）讲座中，拿督斯里纳吉承诺如果国阵在即将到来的第13届大选中从伊斯兰党手中接管吉兰丹州时，将会把该项目列为七个大型联邦项目之一。 然而，纳吉的承诺受到伊斯兰党领导的州政府严厉批评，被指是一份有条件的宣言，并且抄袭了州政府自己的计划。吉兰丹经济规划、财政与福利委员会主席拿督胡桑慕沙表示，联邦政府应趁早就落实这项计划，而不仅仅是为之做出承诺，因为该计划已在第五马来西亚计划中获得批准，且在第九马来西亚计划中再次获得批准。 